# Yoo Seung-jun
Yoo Seung-jun (Hangul: 유승준; Hanja: 劉承埈; Seul, 15 de dezembro de 1976), também conhecido como Steve Yoo, é um cantor, dançarino, rapper e ator americano de origem sul-coreana. Um dos ídolos K-pop mais famosos da Coreia do Sul, Yoo começou a carreira em 1997. Em 2002, Yoo foi acusado de fugir do serviço militar ao se tornar cidadão americano. Ele foi proibido de entrar na Coreia do Sul para sempre.. Desde então, Yoo se tornou um ator na China.

## Discografia
| Título                                                                        | Data de lançamento     | Posição | Vendas        |
| Título                                                                        | Data de lançamento     | KOR     | Vendas        |
| ----------------------------------------------------------------------------- | ---------------------- | ------- | ------------- |
| West Side                                                                     | 3 de março de 1997     | —*      | KOR: 800.000+ |
| For Sale                                                                      | 29 de abril de 1998    | 2       | KOR: 796.412+ |
| Now Or Never                                                                  | 15 de abril de 1999    | 1       | KOR: 825.569+ |
| Over And Over                                                                 | 10 de dezembro de 1999 | 1       | KOR: 530.674+ |
| Summit Revival                                                                | 24 de novembro de 2000 | 3       | KOR: 414.615+ |
| Infinity                                                                      | 31 de agosto de 2001   | 2       | KOR: 243.119+ |
| Rebirth of YSJ                                                                | 18 de setembro de 2007 | —       | —             |
| *Chart positions not available prior to 1998 "—" denotes album did not chart. |                        |         |               |

## Filmografia

### Filme
- Little Big Soldier (2010)
- He-Man (2011)
- Scheme With Me (2012)
- Chinese Zodiac (2012)
- Man of Tai Chi (2013)
- The Wrath of Vajra (2013)
- Long's Story (2014)
- The Break-Up Artist (2014)
- Dragon Blade (2015)
- Taste of Love (2015)
- Crazy Fist (2017)
- Romantic Warrior (2017)
- Invictus Basketball (2017)
- Blade Master Li Bai (2019)

### Série de TV
- The Sleuth of the Ming Dynasty (2020)
- The Patriot Yue Fei (2013)

## Prêmios e indicações

### Golden Disc Awards
| Ano  | Categoria             | Indicado(s) / Trabalho(s) | Resultado |
| ---- | --------------------- | ------------------------- | --------- |
| 1997 | Bonsang (Best Artist) | Yoo Seung-jun             | Venceu    |
| 1999 | Bonsang (Best Artist) | Yoo Seung-jun             | Venceu    |
| 2000 | Bonsang (Best Artist) | Yoo Seung-jun             | Venceu    |

### Mnet Asian Music Awards
| Ano  | Categoria              | Indicado(s) / Trabalho(s) | Resultado |
| ---- | ---------------------- | ------------------------- | --------- |
| 1999 | Best Male Artist       | "Passion" (열정)          | Indicado  |
| 2000 | Best Dance Performance | "Vision" (비전)           | Indicado  |
| 2001 | Best Dance Performance | "Wow"                     | Venceu    |
| 2001 | Best Male Artist       | "Wow"                     | Indicado  |

### Seoul Music Awards
| Ano  | Categoria            | Indicado(s) / Trabalho(s) | Resultado |
| ---- | -------------------- | ------------------------- | --------- |
| 2000 | Bonsang (Main Prize) | Yoo Seung-jun             | Venceu    |
| 2001 | Bonsang (Main Prize) | Yoo Seung-jun             | Venceu    |